# 沐昕
沐昕（1386年—1453年），西平侯沐英第四子，河南定遠（今安徽）人，明朝驸马都尉。永乐元年（1403年）尚朱棣之女常宁公主。

## 生平
永乐元年（1403年）六月初二，沐昕为驸马都尉，尚常宁公主。七月，岁给禄米二千石。
永乐二年（1404年）十月，明成祖派沐昕以羊百牵、酒千瓶及外国所贡珍异之物驰赐给周王朱橚。
永乐三年（1405年）七月，周王朱橚生日，明成祖派沐昕赐彩币、羊酒、良马。十一月，明成祖派沐昕赐周王朱橚羊百牵、酒三瓶。
永乐四年（1406年）十二月，明成祖派沐昕迎接乌思藏尚师哈立麻。
永乐十年（1412年）七月，明成祖敕命隆平侯张信和沐昕主持营建武当山宫观，沐昕奉命题写匾额。
永乐十八年（1420年）十二月，明成祖令沐昕享南京太庙。
永乐二十二年（1424年）八月，明仁宗命沐昕掌管南京后军都督府事，外事同驸马都尉西宁侯宋琥、沐昕计议而行。十一月，太子宾客、都察院左都御史刘观等劾奏沐昕擅取官木，窃造私第，胁人女子为妾。明仁宗宽宥了沐昕的罪责，只是加强告诫。
洪熙元年（1425年）二月，明仁宗命太监郑和领下番官军守南京，沐昕被解除兵权。
宣德十年（1435年）二月，明英宗即位，赐沐昕白金八十两，彩币四表里。
正统五年（1440年）十一月己未，明英宗赐封驸马都尉沐昕母颜氏为诰命夫人。
正统九年（1444年）九月，沐昕署掌宗人府。十二月，驸马沐昕杖死家奴，被明英宗训斥。
正统十年（1445年）七月，沐昕以其父沐英留下的庄田财物都在云南，请求明英宗分一批遗产给他，以祭祀常宁公主坟茔、赡养老母颜氏。明英宗不同意沐昕分争财产。
正统十二年（1447年）九月，沐昕掌南京后军都督府事。
正统十三年（1448年）九月，沐昕母颜氏卒，明英宗命有司营葬。
景泰四年（1453年）夏四月甲午，沐昕卒，明代宗辍视朝一日，遣官赐祭，命有司营葬。沐昕墓在江苏省南京市江宁区泰北乡。